# 歸仁北
歸仁北，是臺灣臺南市歸仁區的一個傳統地域名稱，也是區公所所在地，位於該區中部略偏北地帶的東側。相較於今日行政區，其範圍大致包括文化里、後市里、辜厝里、新厝里、六甲里東北部凸出部分的東部、崙頂里西北部及北部邊界地帶、歸仁里不含北部凸出部分、許厝里、看西里、看東里北大半部、沙崙里北部凸出部分的東北部，以及關廟區的下湖里南部西側凸出部分的南端中央地帶。
本地區境內主要聚落為國公府、崁仔頭、灣厝、崁仔下、紅瓦厝、許厝、看西厝、下宅仔。

## 歷史
台灣日治初期，歸仁北地區為一街庄，稱為「歸仁北庄」（舊制街庄），隸屬於歸仁北里。該庄昔日北與八甲庄、下湖庄為鄰，東與五甲庄為鄰，南邊為崙仔頂庄，西邊為歸仁南庄。
1901年（日治明治三十四年）11月11日，全台廢縣廳改設二十廳，該庄隸屬於臺南廳。1904年（明治三十七年）3月31日，該庄編入「歸仁區」，隸屬於臺南廳。1909年（明治四十二年）10月25日，全台合併二十廳為十二廳，歸仁區仍隸屬於臺南廳。1920年（大正九年）10月1日，全台地方制度大改正，廢十二廳改設五州二廳，該庄改制為「歸仁北」大字，隸屬於臺南州新豐郡歸仁庄（新制街庄）。
戰後歸仁庄改制為歸仁鄉，隸屬於臺南縣，大字亦改制為村。1950年（民國39年）10月25日，雲、嘉、南分治，歸仁鄉仍隸屬於臺南縣。2010年（民國99年）12月25日，臺南縣、市合併為直轄臺南市，歸仁鄉改制為歸仁區，村亦改制為里。

## 聚落
本地區發展較早的聚落為埔鼎（補鼎，已消失）、大道公廟（已消失）、國公府、崁仔頭、灣厝、崁仔下、紅瓦厝、許厝、看西厝、下宅仔、楊厝（已消失）、具社街（舊社街，已消失），在日治初期的官方地圖上已有記載。

## 交通
台糖關廟線在1948年10月10日至1972年8月一直服務歸仁北許厝及六甲地區附近的居民，此線可以通至仁德更進入台南市區。
省道台86線又稱「東西向快速公路－台南關廟線」，經過本地區東部，並在市道182號交會處設有歸仁交流道。由此可快速前往省道台86線沿線各地，或銜接國道1號、國道3號。
市道177甲線是大灣至歸仁的道路，其東南側端點（終點）位於本地區市道182號路口。由此西北行可前往可前往永康區，並止於大灣地區的市道177號轉角路口。
市道182號是台南至七星洋的道路，經過本地區東部的圳頭、七甲、八甲等聚落。由該道路西行可前往仁德區北部、東區、中西區，並止該區西側邊界處的省道台17線路口；東行可前往關廟區、龍崎區、高雄市內門區，並止於省道台3線路口。
區道南154線是崙仔尾至歸仁的道路，其東側端點（終點）位於本地區東部的市道182號路口，由此向西南會經過本地區的看西厝、下宅仔等聚落。
區道南157線是歸仁至大苓的道路，其北側端點（起點）位於本地區南部凹入地區東側、看西厝聚落的區道154線路口，由此向南會經過本地區的下宅仔聚落。
區道南351線是八甲至大潭的道路，經過本地區崁仔頭、灣厝、崁仔下等聚落。

## 學校
- 新豐高中
- 歸仁國中
- 歸仁國小
- 歸南國小
- 紅瓦厝國小（大部分）
- 文化國小

## 公務機關
- 歸仁區公所
- 臺南市政府警察局歸仁分局歸仁派出所

## 廟宇
- 歸仁仁壽宮